# Campionato sudamericano per club 2016 (pallavolo femminile)
Il campionato sudamericano per club di pallavolo femminile 2016 si è svolto dal 24 al 28 febbraio 2016 a La Plata, in Argentina: al torneo hanno partecipato sei squadre di club sudamericane e la vittoria finale è andata per la terza volta, la seconda consecutiva, al Rio de Janeiro Vôlei Clube.

## Impianti
| |  |  |
| |  |  |
| Polideportivo del Club de Gimnasia y Esgrima La Plata Víctor Nethol Città: La Plata Capienza: 3 000 Anno d'apertura: 1978 |  |  |

## Regolamento

### Formula
Le squadre hanno disputato una prima fase a gironi con formula del girone all'italiana; al termine della prima fase:
- Le prime due classificate di ogni girone hanno acceduto alla fase finale per il primo posto strutturata in semifinali, finale per il terzo posto e finale.
- L'ultima classificata di ogni girone ha acceduto alla finale per il quinto posto.

### Criteri di classifica
Se il risultato finale è stato di 3-0 o 3-1 sono stati assegnati 3 punti alla squadra vincente e 0 a quella sconfitta, se il risultato finale è stato di 3-2 sono stati assegnati 2 punti alla squadra vincente e 1 a quella sconfitta.
L'ordine del posizionamento in classifica è stato definito in base a:
- Punti;
- Numero di partite vinte;
- Ratio dei set vinti/persi;
- Ratio dei punti realizzati/subiti.

## Squadre partecipanti
- Gimnasia La Plata
- Villa Dora
- Club Olympic
- Rio de Janeiro
- San Martín
- Ferreira La Paz

## Torneo

### Fase a gironi
| Girone A        | Girone B          |
| --------------- | ----------------- |
| Ferreira La Paz | Gimnasia La Plata |
| San Martín      | Rio de Janeiro    |
| Villa Dora      | Club Olympic      |

#### Girone A

##### Risultati
| 24 febbraio 2016 Polideportivo Víctor Nethol, La Plata Durata: ? - Spettatori: ? | Villa Dora | 3 - 0 | Ferreira La Paz | 25-17, 25-19, 25-18 |
| 25 febbraio 2016 Polideportivo Víctor Nethol, La Plata Durata: ? - Spettatori: ? | San Martín | 3 - 0 | Ferreira La Paz | 25-22, 25-13, 25-18 |
| 26 febbraio 2016 Polideportivo Víctor Nethol, La Plata Durata: ? - Spettatori: ? | Villa Dora | 0 - 3 | San Martín      | 21-25, 17-25, 22-25 |

##### Classifica
| Pos | Squadra         | Pt | G | V | P | SV | SP | Ratio | PF  | PS  | Ratio |
| --- | --------------- | -- | - | - | - | -- | -- | ----- | --- | --- | ----- |
| 1   | San Martín      | 6  | 2 | 2 | 0 | 6  | 0  | MAX   | 150 | 113 | 1.327 |
| 2   | Villa Dora      | 3  | 2 | 1 | 1 | 3  | 3  | 1.000 | 135 | 129 | 1.046 |
| 3   | Ferreira La Paz | 0  | 2 | 0 | 2 | 0  | 6  | 0.000 | 107 | 150 | 0.713 |

#### Girone B

##### Risultati
| 24 febbraio 2016 Polideportivo Víctor Nethol, La Plata Durata: ? - Spettatori: ? | Rio de Janeiro | 3 - 0 | Gimnasia La Plata | 25-8, 25-8, 25-9   |
| 25 febbraio 2016 Polideportivo Víctor Nethol, La Plata Durata: ? - Spettatori: ? | Club Olympic   | 0 - 3 | Gimnasia La Plata | 9-25, 14-25, 23-25 |
| 26 febbraio 2016 Polideportivo Víctor Nethol, La Plata Durata: ? - Spettatori: ? | Rio de Janeiro | 3 - 0 | Club Olympic      | 25-11, 25-7, 25-13 |

##### Classifica
| Pos | Squadra           | Pt | G | V | P | SV | SP | Ratio | PF  | PS  | Ratio |
| --- | ----------------- | -- | - | - | - | -- | -- | ----- | --- | --- | ----- |
| 1   | Rio de Janeiro    | 6  | 2 | 2 | 0 | 6  | 0  | MAX   | 150 | 56  | 2.678 |
| 2   | Gimnasia La Plata | 3  | 2 | 1 | 1 | 3  | 3  | 1.000 | 100 | 121 | 0.826 |
| 3   | Club Olympic      | 0  | 2 | 0 | 2 | 0  | 6  | 0.000 | 77  | 150 | 0.513 |

### Fase finale

#### Finale 1º e 3º posto
|  | Semifinali        | Semifinali        | Semifinali     |                |            | Finale 1º/2º posto | Finale 1º/2º posto | Finale 1º/2º posto |  |
|  |                   |                   |                |                |            |                    |                    |                    |  |
|  | San Martín        | San Martín        | 3              |                |            |                    |                    |                    |  |
|  | San Martín        | San Martín        | 3              |                |            |                    |                    |                    |  |
|  | Gimnasia La Plata | Gimnasia La Plata | 1              |                |            |                    |                    |                    |  |
|  | Gimnasia La Plata | Gimnasia La Plata | 1              |                | San Martín | San Martín         | 0                  |                    |  |
|  |                   |                   |                |                | San Martín | San Martín         | 0                  |                    |  |
|  |                   |                   | Rio de Janeiro | Rio de Janeiro | 3          |                    |                    |                    |  |
|  | Rio de Janeiro    | Rio de Janeiro    | Rio de Janeiro | Rio de Janeiro | 3          | 3                  |                    |                    |  |
|  | Rio de Janeiro    | Rio de Janeiro    |                |                |            | 3                  |                    |                    |  |
|  | Villa Dora        | Villa Dora        | 0              |                |            | Finale 3º/4º posto | Finale 3º/4º posto | Finale 3º/4º posto |  |
|  | Villa Dora        | Villa Dora        | 0              |                |            |                    |                    |                    |  |
|  |                   |                   |                |                |            |                    |                    |                    |  |
|  |                   |                   |                |                |            | Gimnasia La Plata  | Gimnasia La Plata  | 1                  |  |
|  |                   |                   |                |                |            | Gimnasia La Plata  | Gimnasia La Plata  | 1                  |  |
|  |                   |                   |                |                |            | Villa Dora         | Villa Dora         | 3                  |  |

##### Semifinali
| 27 febbraio 2016 Polideportivo Víctor Nethol, La Plata Durata: ? - Spettatori: ? | Rio de Janeiro | 3 - 0 | Villa Dora        | 25-14, 25-13, 25-16        |
| 27 febbraio 2016 Polideportivo Víctor Nethol, La Plata Durata: ? - Spettatori: ? | San Martín     | 3 - 1 | Gimnasia La Plata | 25-20, 24-26, 25-23, 27-25 |

##### Finale 3º posto
| 28 febbraio 2016 Polideportivo Víctor Nethol, La Plata Durata: ? - Spettatori: ? | Gimnasia La Plata | 1 - 3 | Villa Dora | 27-25, 15-25, 21-25, 15-25 |

##### Finale
| 28 febbraio 2016 Polideportivo Víctor Nethol, La Plata Durata: ? - Spettatori: ? | San Martín | 0 - 3 | Rio de Janeiro | 16-25, 22-25, 17-25 |

#### Finale 5º posto
| 27 febbraio 2016 Polideportivo Víctor Nethol, La Plata Durata: ? - Spettatori: ? | Ferreira La Paz | 3 - 0 | Club Olympic | 25-19, 25-19, 25-20 |

## Classifica finale
| Pos | Squadre           | Qualificazione                |
| --- | ----------------- | ----------------------------- |
|     | Rio de Janeiro    | Coppa del Mondo per club 2016 |
|     | San Martín        |                               |
|     | Villa Dora        |                               |
| 4   | Gimnasia La Plata |                               |
| 5   | Ferreira La Paz   |                               |
| 6   | Club Olympic      |                               |

## Premi individuali
| Premio                 | Nome                  | Squadra        |
| ---------------------- | --------------------- | -------------- |
| MVP                    | Ana Carolina da Silva | Rio de Janeiro |
| Miglior palleggiatrice | Zoila La Rosa         | San Martín     |
| Miglior opposto        | Micaela Fabiani       | Villa Dora     |
| Miglior schiacciatrice | Ángela Leyva          | San Martín     |
| Miglior schiacciatrice | Gabriela Guimarães    | Rio de Janeiro |
| Miglior centrale       | Ana Carolina da Silva | Rio de Janeiro |
| Miglior centrale       | Candelaria Herrera    | Villa Dora     |
| Miglior libero         | Fabiana de Oliveira   | Rio de Janeiro |